# Porzellanpagode

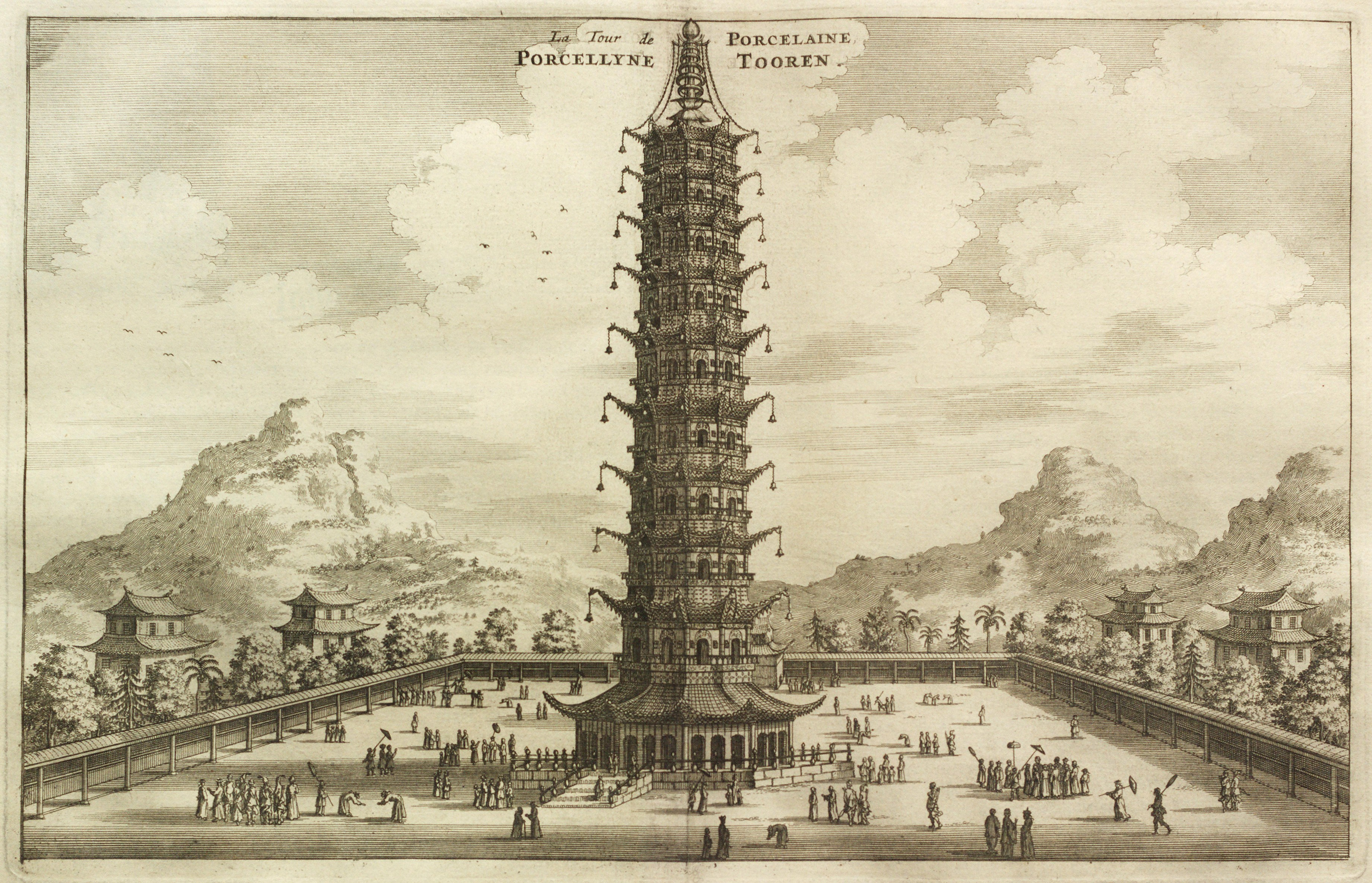
Darstellung des Porzellanturms von Johan Nieuhof aus dem Jahr 1665

Die Porzellanpagode (auch Porzellanturm genannt) war eine Anfang des 15. Jahrhunderts in Nanjing erbaute, etwa 79 Meter hohe Pagode. Der Turm bestand aus neun Stockwerken und war mit Porzellanplatten verkleidet. Während der Revolution der Taiping von 1852 bis 1864 wurde er vollständig zerstört. Ende 2015 wurde ein moderner Nachbau des Turms in Nanjing eröffnet.

## Geschichte

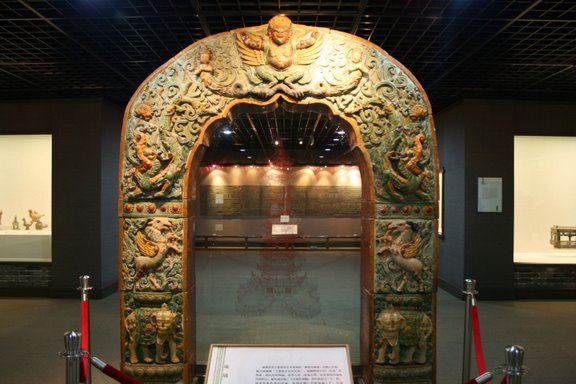
Aus Originalstücken wiederaufgebaute Bogentür im Nanjing-Museum

Die Porzellanpagode soll 1412 vom Ming-Kaiser Yongle in Auftrag gegeben worden sein. Bis zur Fertigstellung des Turms, welcher Teil eines ihn umgebenden Tempels war, dauerte es 17 Jahre. Der chinesische Name des Tempels lautete „Bao'en Si“, was übersetzt „Tempel großer Dankbarkeit“ bedeutet.
Eine der ersten Erwähnungen des Porzellanturms in Europa fand zwischen 1613 und 1635 durch Pater Samado statt. Der italienische Jesuit Martino Martini, der 1643 nach China gereist war, war einer der Ersten, der die Pagode in einem Buch beschrieb. Johan Nieuhof, ein Niederländer der für die Ostindien-Kompanie arbeitete, beschrieb die Pagode etwas später in seinem China-Bericht von 1665, worin auch Kupferstiche der Pagode enthalten sind. Nieuhofs Berichte und Darstellungen wurden besonders populär und erhielten Übersetzungen in verschiedene Sprachen, weshalb sie das Bild der Europäer auf China und den Porzellanturm in besonderer Weise prägten und Inspiration für Architekten, Schriftsteller und Künstler in Europa waren.
Im Jahr 1853 wurde Nanjing von den Taiping-Rebellen eingenommen, chinesischen Christen, die gegen die Qing-Dynastie rebellierten. Es ist überliefert, dass der Turm im folgenden Jahr noch stand, 1856 allerdings bereits komplett von den Rebellen zerstört worden war.

## Beschreibung

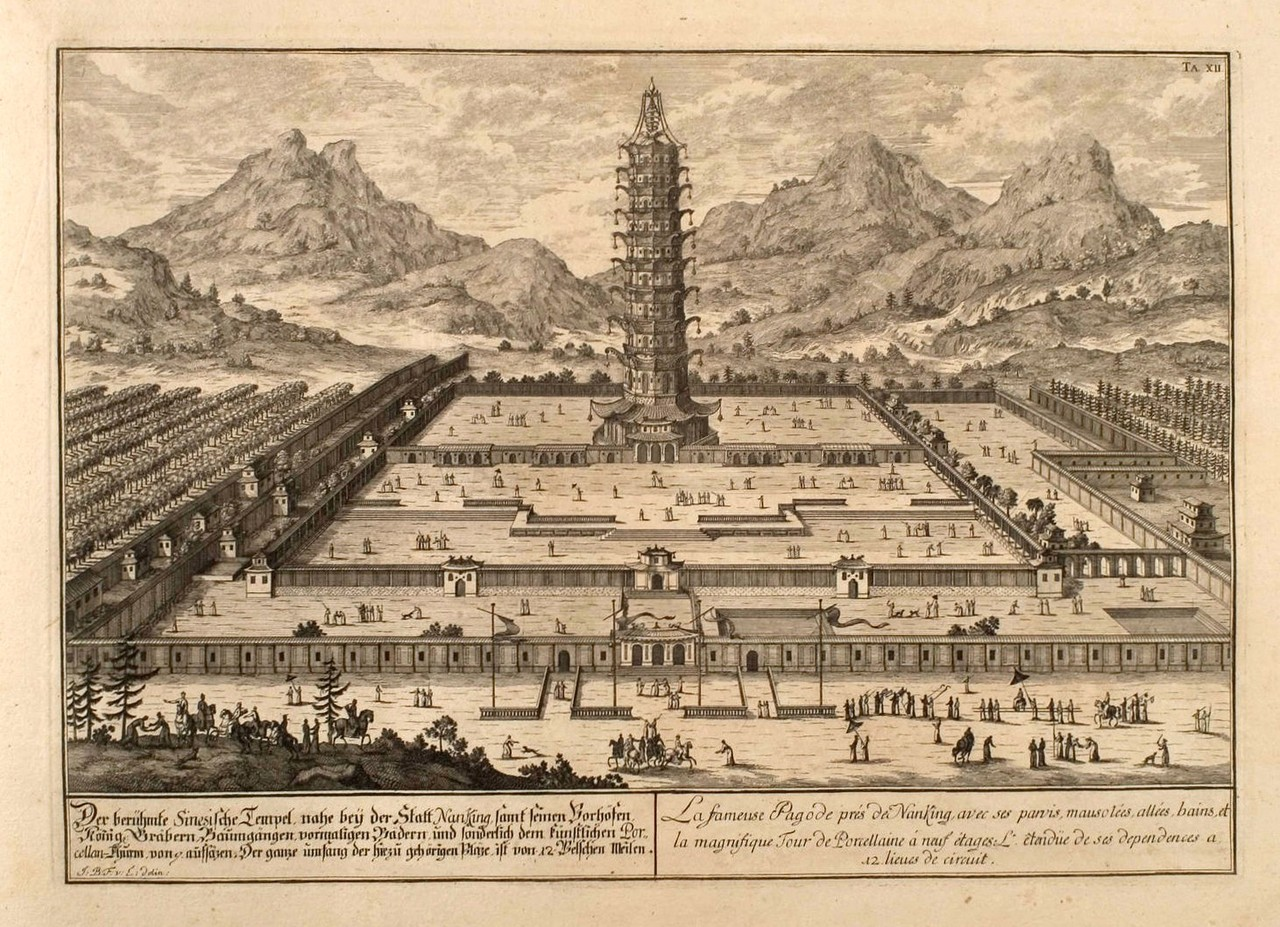
Darstellung aus Fischer von Erlachs Werk Entwurff einer historischen Architectur von 1721

Die Pagode hatte eine achteckige Grundfläche mit einem Durchmesser von etwa 30 Metern und war mit ihren 9 Stockwerken etwa 79 Meter hoch. Es gab ursprünglich Pläne, den Turm um 4 Stockwerke aufzustocken und somit eine Höhe von 101 Metern zu erreichen, was allerdings nie umgesetzt wurde. Nachts wurde die Pagode von etwa 140 Laternen beleuchtet. Die Pagode war mit weißem Porzellanstein verkleidet und im Inneren führte eine spiralförmige Wendeltreppe mit 190 Stufen nach oben. Die Verkleidung, in die buddhistische Darstellungen von Tieren, Pflanzen und Landschaften eingearbeitet waren, soll im Sonnenlicht geglänzt haben.

## Bedeutung und Rezeption
Die Pagode galt unter Europäern als eines der Weltwunder des Mittelalters. In der chinesischen Kultur galt sie als einzigartiges Bauwerk, das der Großen Mauer ebenbürtig war. Auch wenn die Porzellanpagode nicht die höchste Pagode ihrer Zeit war – die Liaodi-Pagode ist zum Beispiel mit 84 Metern etwas höher – galt sie als eine der schönsten.
Es existieren zahlreiche kleine Nachbildungen des Porzellanturms in Porzellan und anderen Materialien, zum Beispiel im Grünen Gewölbe in Dresden.
Die 1762 erbaute Pagode in Kews Garden, die wiederum Vorbild für den Chinesischen Turm im Englischen Garten von München war, soll von den Darstellungen Nieuhofs inspiriert worden sein.
In Hans Christian Andersens Geschichte Der Garten des Paradieses von 1839 findet der Turm Erwähnung, wenn der Ostwind seiner Mutter von seinen Reisen erzählt.

„Ich komme jetzt aus China, wo ich um den Porzellanturm tanzte, daß alle Glocken klingelten.“

In der Computerspielreihe Sid Meier’s Civilization findet sich der Porzellanturm als Weltwunder wieder, welches vom Spieler errichtet werden kann. Auch in den Echtzeit-Strategiespielen Rise of Nations und Age of Empires III taucht der Turm als eines der Weltwunder auf.

## Neubau

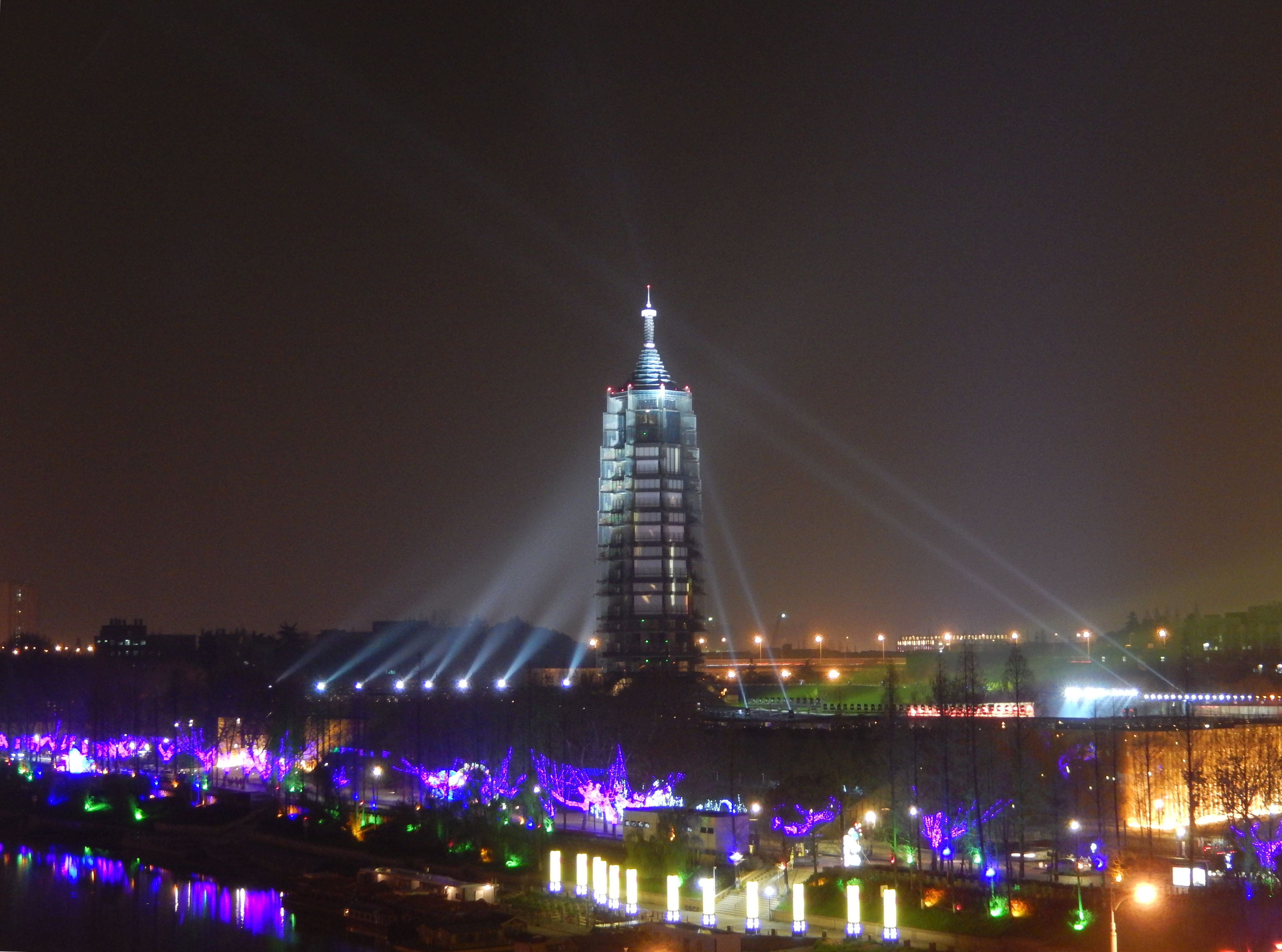
Der rekonstruierte Porzellanturm bei Nacht

Im Jahr 2010 spendete der chinesische Unternehmer Wang Jianlin, Gründer der Wanda Group, 1 Milliarde Yuan um den Turm wieder zu errichten. Der Neubau wurde nicht aus Porzellan, sondern aus einer mit Glas verkleideten Stahlkonstruktion errichtet. Im Dezember 2015 wurden der Turm und der ihn umgebende Park eröffnet. Der Park enthält neben dem Turm auch ein buddhistisches Museum.

## Galerie

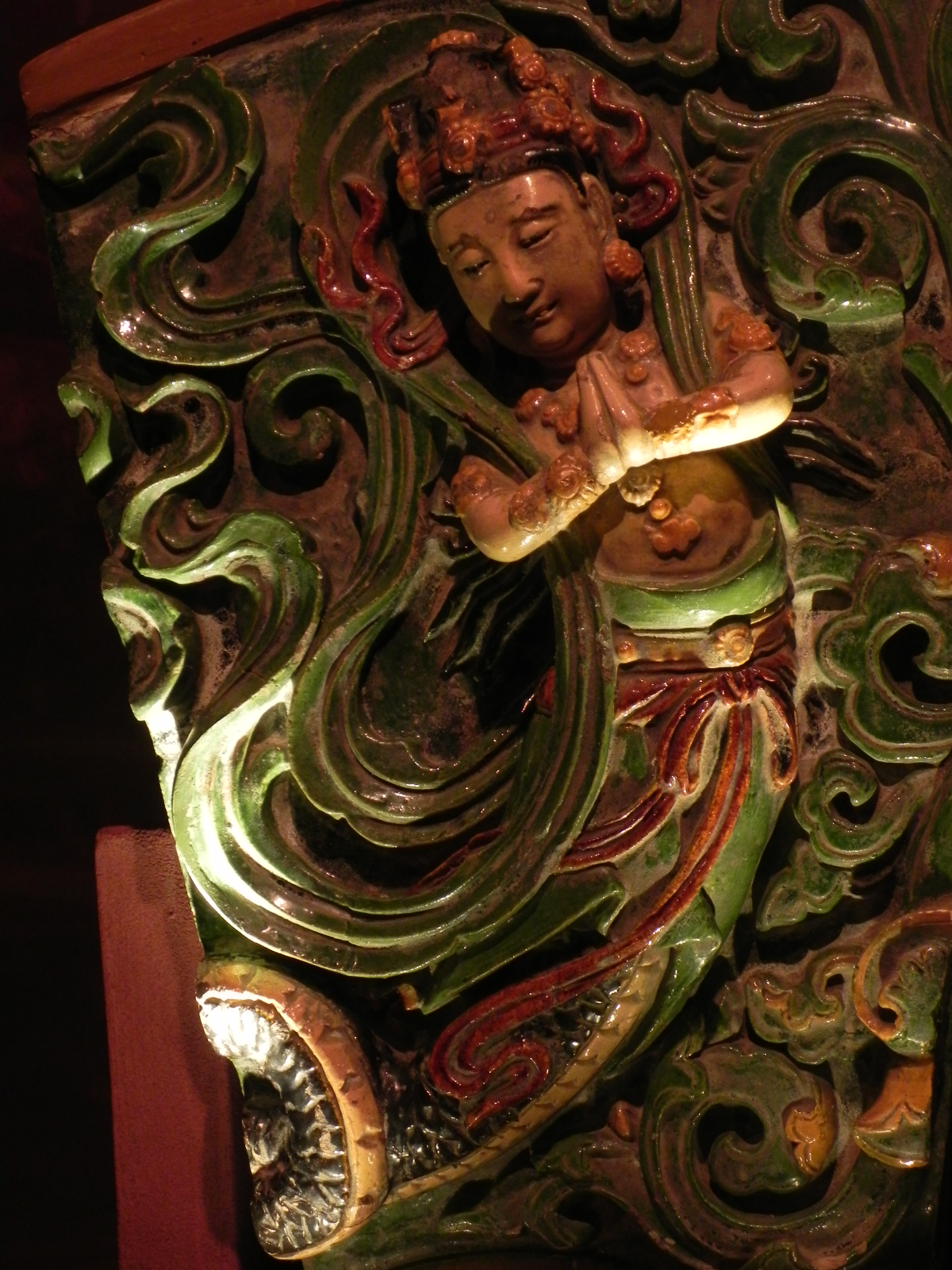
Originalteil der Porzellanpagode
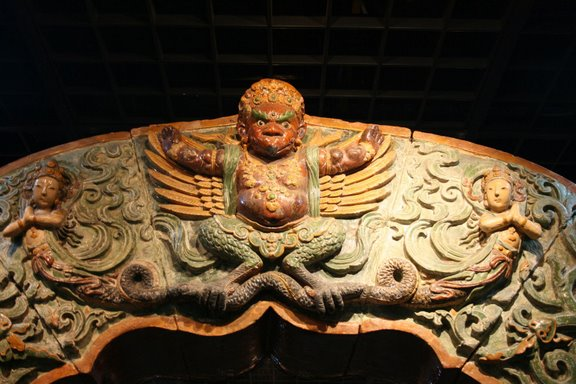
Originaler Torbogen mit Verzierungen
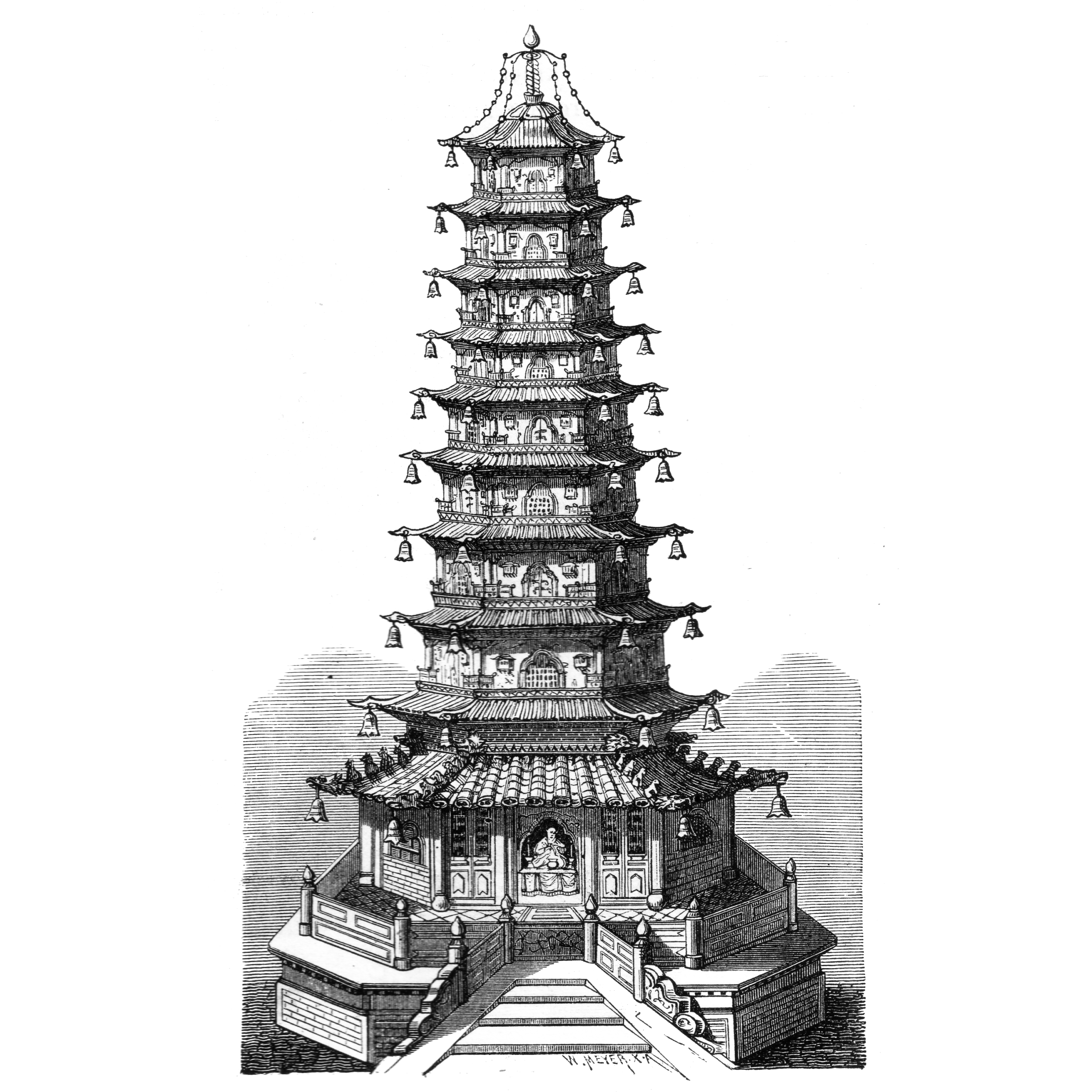
Darstellung aus dem Buch Opfindelsernes Bog V von 1880